# لو تايد (فلم)
لو تايد (بالإنجليزية: Low Tide) هو فيلم دراما وإثارة أمريكي كتبه وأخرجه كيفن ماكمولين.

## القصة
يقضي كلًا من ألان، ريد، وسميتي صيفًا هادئًا على شاطئ جيرسي، ولكن أثناء استمتاعهم بعطلتهم يكتشفون كنزاً قديمًا يضع صداقتهم على المحك! ويبدأ الشك في التغلغل إلى كل فرد منهم.

## طاقم التمثيل
- كيين جونسون بدور ألان.
- جايدن مارتيل بدور بيتر.
- أليكس نيوستيدتر بدور ريد.
- دانيال زولغادري بدور سميتي.
- كريستين فروزيث بدور ماري.
- شيا ويجهام بدور الرقيب كينت.
- جيمس باكستون بدور نيت.
- داني بوليرو بدور جافير.

## الإصدار
عُرِضَ الفيلم لأول مرة في مهرجان تريبيكا السينمائي في 28 أبريل 2019، ثُمّ عُرض في صالات السينما الأمريكية في 4 أكتوبر 2019.

## وصلات خارجية
- مقالات تستعمل روابط فنية بلا صلة مع ويكي بيانات
- لو تايد  في قاعدة بيانات الأفلام على الإنترنت (بالإنجليزية)
- Low Tide في روتن توميتوز